# Pointe Lézarde
Ne doit pas être confondu avec Pointe à Lézard.
La pointe Lézarde est un cap de Martinique situé à Les Anses-d'Arlet face au morne Baguidi. 
Les extrémités du cap Salomon et de la pointe Lézarde forme la Grande Anse d'Arlet. 
La pointe Lézarde est connue aussi comme site de plongée sous-marine. 

## Notes et références

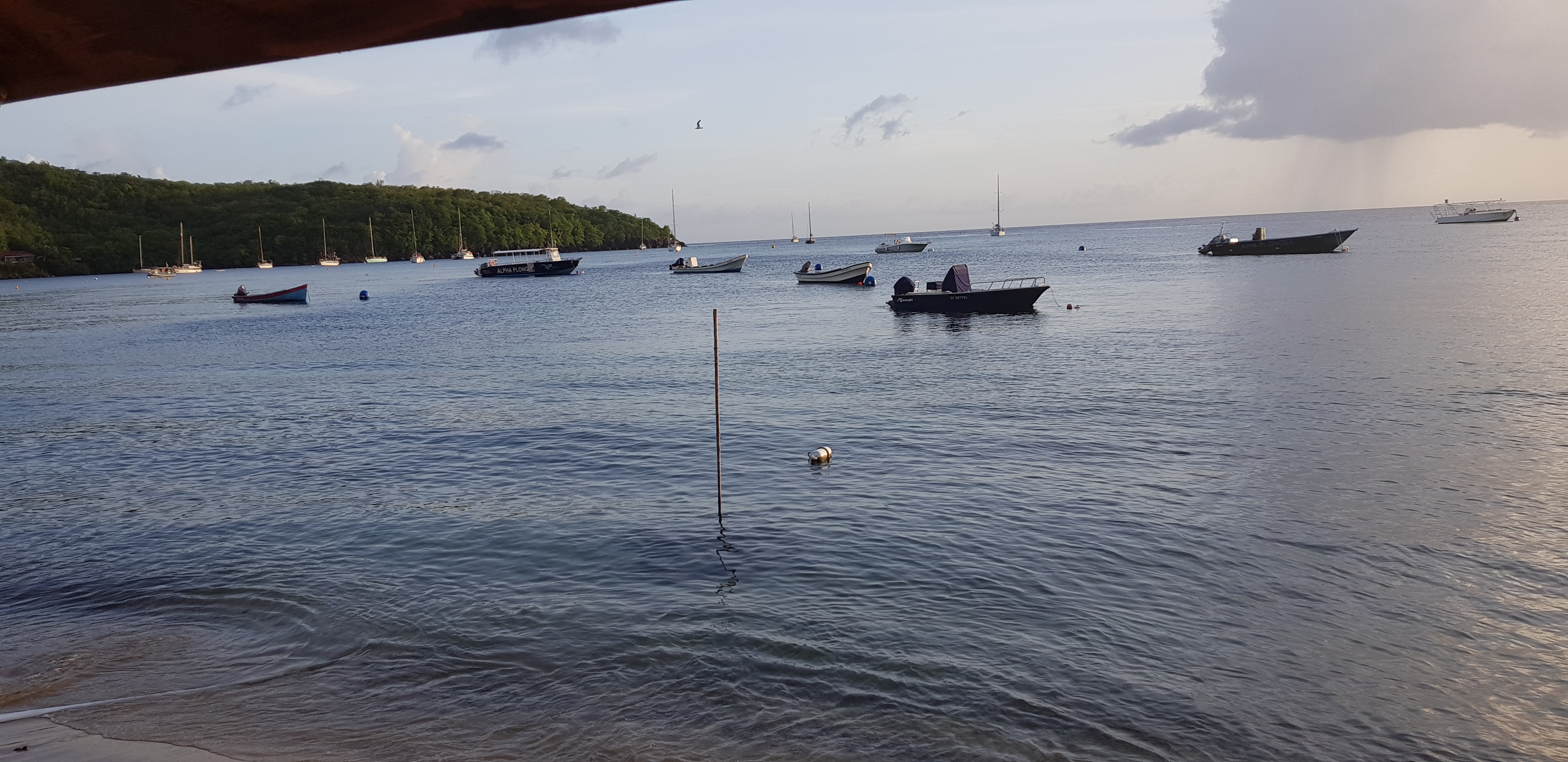
Vue de la pointe Lézarde à partir du rivage